# Solanllong
Solanllong és un casal situat entre els pobles d'Aranyonet i Puigbò, al municipi de Gombrèn (Ripollès). És una obra declarada bé cultural d'interès nacional.

## Descripció
Ara un mas amb murs medievals. Solanllong és format per un grup d'edificacions presidides pel gran casal; aquest conserva restes de fortificacions, amb un matacà i l'accés a la casa situat a l'interior d'un porxo amb forats d'observació des del sostre i les parets. Té baixos i tres plantes, estant les dependències nobles al primer pis. A la casa s'hi accedeix per l'era de batre
A través d'un portal i una porta que porta al porxo i a les quadres i corts, tot adaptant-se al terreny. Al costat de l'era hi ha una gran pallissa, i a l'extrem sud del conjunt es troba una petita església d'un estil romànica tardà. Tot el conjunt és construït amb estructura tradicional, murs gruixuts de pedra, forjats i pavimentats en fusta i coberta amb teula àrab. A la façana sud existeix una galeria coberta a dos pisos.
L'antiga casa rectangular medieval en època moderna ja estava força malmesa i va ser refeta i se li va afegir un cos a la cara de llevant i migjorn. La paret medieval que perduraria seria la de tramuntana.
Destaca un arc interior situat a l'entrada de la casa de Santmiquel, per aguantar l'escala que puja al primer pis. Es troba davant la porta del celler. Arrenca de les dues parets laterals, format per dues parts que s'ajunten al sostre, formant un arc semi apuntat, amb la part esquerra més llarga que la dreta. Està fet de gruixudes dovelles de pedra picada i tallades.

## Història
Fortalesa. Documentada el 1233.Solallong el trobem documentat a mitjans del S.XIII quan els cavallers així cognominats formaven una antiga quadra civil i posteriorment a finals del S.XIV la seva propietària Berenguera de Selallong, va vendre la propietat a l'abat de St. Joan de les Abadesses. Berenguera. Els Solallong feien acte de vassallatge als Senyors de Mataplana.
L'última reestructuració del mas a finals del S.XIX segons una data que consta gravada en la llinda de la porta (1880) i per la decoració de la sala noble del primer pis, d'algunes portes i cambres.

### Capella de sant Esteve
La petita església de planta rectangular, construïda segons la tradició i orientació romànica és edificada sobre roca i separava de la resta d'edificacions. D'aquesta església procedeix un frontal d'altar, actualment en una col·lecció privada al País basc.
Hi ha notícies corresponents a deixes testamentàries a partir del segle xiv, especialment a partir de la meitat d'aquesta centúria, També hi ha expressió de visites pastorals al santuari o capella, que abans de tenir com advocació de sant titular el protomàrir Sant Esteve, era dedicat a Santa Magdalena. Va dependre de la parròquia de Sant Martí de Puigbò, per, en l'actualitat, pertànyer a la parròquia de Gombrèn.
En el testament de Ramon d'Urg, senyor de Mataplana, del 1297, consta l'esment "...et totam dominationem nostram quan habemus in domo de Solallong". El 1377, hom al·ludeix a la "cavalleria de Solanllonc", conseqüència de la compra per part de l'abat a Galceran de Pinós, de Sant Joan de les Abadesses.